# Skive IK
Skive Idræts Klub (SIK) – duński klub piłkarski z siedzibą w Skive w Jutlandii Środkowej.

## Historia
Klub został założony w 1901 roku. W 2000 po raz pierwszy w historii awansował do 1. division, z której spadł dwa lata później. Do drugiej ligi duńskiej powrócił w 2007. W sezonie 2012/13 spadł do 2. division, sezon później wrócił do 1. division. W 2018 ponownie nie utrzymał się na zapleczu Superligaen. Rok później Skive wróciło do drugiej ligi. W sezonie 2020/21 klub zajął ostatnie, 12. miejsce w lidze, więc po raz kolejny spadł do 2. division.
W 2004 i 2008 Skive doszło do ćwierćfinału Pucharu Danii.

## Sukcesy

### Trofea międzynarodowe
Nie uczestniczył w rozgrywkach europejskich (stan na 01-07-2023).

### Trofea krajowe
| \| \| Zdobyte trofea w rozgrywkach Danii (stan na: 20-06-2021) \| |                                                          |      |            |
| Rozgrywki                                                         | Osiągnięcie                                              | Razy | Sezon(y)   |
| Mistrzostwo                                                       | I miejsce                                                | 0    |            |
| Mistrzostwo                                                       | II miejsce                                               | 0    |            |
| Mistrzostwo                                                       | III miejsce                                              | 0    |            |
| Puchar                                                            | zdobywca                                                 | 0    |            |
| Puchar                                                            | finalista                                                | 0    |            |
| Puchar                                                            | ćwierćfinalista                                          | 2    | 2004, 2008 |
| II liga                                                           | I miejsce                                                | 0    |            |
| II liga                                                           | II miejsce                                               | 0    |            |
| II liga                                                           | III miejsce                                              | 0    |            |
| II liga                                                           | IV miejsce                                               | 1    | 2011       |
| Dania                                                             | Zdobyte trofea w rozgrywkach Danii (stan na: 20-06-2021) |      |            |

- 2. division
  - zwycięzca : 2006/2007 (zachód)[6], 2013/2014 (zachód)[7], 2018/2019 (grupa mistrzowska)[8]

## Stadion
Klub rozgrywa swoje mecze na Hancock Arena, zbudowanym w latach 1941–1944. Jego pojemność wynosi 10000 miejsc. Rekordową frekwencję, wynoszącą 10000 osób, odnotowano w 1955 roku podczas meczu z Viborg FF.

## Obecny skład
Stan na 30 sierpnia 2023
| Nr | Poz. | Piłkarz             |
| -- | ---- | ------------------- |
| 1  | BR   | Nicolai Christensen |
| 2  | OB   | Søren Eg            |
| 3  | OB   | Nicklas Mehl        |
| 4  | OB   | Daniel Mortensen    |
| 5  | OB   | Oliver Dorph        |
| 6  | PO   | Issah Salou         |
| 7  | PO   | Imran Mehanovic     |
| 8  | PO   | Andreas Pisani      |
| 9  | NA   | Dieudonne Yao       |
| 11 | NA   | Karl Leth           |
| 12 | NA   | Rasmus Breiner      |
| 14 | NA   | Frederik Sloth      |
| 15 | NA   | Gustav Jensen       |

| Nr | Poz. | Piłkarz                |
| -- | ---- | ---------------------- |
| 16 | OB   | Mads Bager             |
| 17 | OB   | Magnus Kjellerup       |
| 18 | OB   | Casper Brandt          |
| 19 | OB   | Lucas Ravn             |
| 20 | PO   | Zifarlino Nsoni        |
| 21 | BR   | Anders Nørgaard        |
| 22 | NA   | Martin Staghøj Huldahl |
| 23 | PO   | Oliver Østergaard      |
| 24 | OB   | Frederik Poulsen       |
| 25 | OB   | Mwila Manasse          |
| 30 | BR   | Vladyslav Khomiak      |
| 38 | PO   | Daniel Søgaard         |

## Sztab szkoleniowy
Stan na 30 sierpnia 2023
- Trener: Alexander Fischer
- Asystent trenera: Jacob Dehn
- Trener bramkarzy: Stephen Lowe
- Dyrektor sportowy: Carsten Riisgaard
- Fizjoterapeuta: Johnny Landberg